# 24-та танкова дивізія (Третій Рейх)
24-та танкова дивізія (Третій Рейх) (нім. 24. Panzer-Division) — танкова дивізія вермахту в роки Другої світової війни.

## Історія
24-та танкова дивізія сформована 28 листопада 1941 року шляхом переформування 1-ї кавалерійської дивізії Вермахту на території навчального центру Штаблак (нім. Truppenübungsplatz Stablack) I-го військового округу (нім. Wehrkreis I).

## Райони бойових дій та дислокації дивізії
- Німеччина (Східна Пруссія) (листопад 1941 — квітень 1942);
- Франція (квітень — червень 1942);
- СРСР (південний напрямок) (червень — листопад 1942);
- СРСР (Сталінград) (листопад 1942);
- Франція (березень — серпень 1943);
- Італія (серпень — жовтень 1943);
- СРСР (південний напрямок) (жовтень 1943 — серпень 1944);
- Польща, Угорщина (серпень 1944 — січень 1945);
- Німеччина (Східна Пруссія) (січень — квітень 1945);
- Північно-Західна Німеччина (квітень — травень 1945).

## Командування

### Командири
1-ше формування
- генерал-лейтенант Курт Фельдт (нім. Kurt Feldt) (28 листопада 1941 — 21 квітня 1942);
- генерал-майор Бруно Ріттер фон Гауеншільд (нім. Bruno Ritter von Hauenschild) (21 квітня — 8 вересня 1942);
- генерал-майор, з 15 листопада 1942 генерал-лейтенант Арно фон Ленскі (нім. Arno von Lenski) (12 вересня 1942 — 2 лютого 1943);

2-ге формування
- оберст, з 1 червня 1943 генерал-майор, з 20 травня 1944 генерал-лейтенант Максиміліан фон Едельсхайм (нім. Maximilian Freiherr von Edelsheim) (1 березня 1943 — 1 серпня 1944);
- генерал-майор Густав-Адольф фон Ностіц-Валльвіц (нім. Gustav-Adolf von Nostitz-Wallwitz) (1 серпня 1944 — 25 березня 1945);
- майор Рудольф фон Кнебель-Деберіц (нім. Rudolf von Knebel-Döberitz) (25 березня — 8 травня 1945).

## Нагороджені дивізії
Нагороджені дивізії
|  | Кавалери Нагрудного знаку ближнього бою в золоті                                                           | 13 |
|  | Кавалери Золотого Німецького Хреста                                                                        | 135 |
|  | Кавалери Срібного Німецького Хреста                                                                        | 2 |
|  | Кавалери Лицарського хреста Залізного хреста з Дубовим листям та Мечами                                    | 1 (№ 105 генерал-лейтенант Максиміліан фон Едельсхайм — 23.10.1944) |
|  | Кавалери Лицарського хреста Залізного хреста з Дубовим листям                                              | 4 (№ 129 генерал-майор Бруно Ріттер фон Гауеншільд — 27.09.1942 № 162 оберст Максиміліан фон Едельсгайм — 23.12.1942 № 187 оберстлейтенант Георг Міхаель — 25.01.1943 № 799 оберстлейтенант Рудольф Тріттель — 23.03.1945) |
|  | Кавалери Лицарського хреста Залізного хреста                                                               | 47 в тому числі 6 непідтверджених |
|  | Кавалери Почесної відзнаки Сухопутних військ «Почесна застібка на орденську стрічку для Сухопутних військ» | 39 |
|  | Кавалери ордену Михая Хороброго ІІІ ступеня (Румунія)                                                      | 1 |

- Нагороджені Сертифікатом Пошани Головнокомандувача Сухопутних військ (14)
- Нагороджені Сертифікатом Пошани Головнокомандувача Сухопутних військ за збитий літак противника (3)

## Бойовий склад 24-ї танкової дивізії
- штаб дивізії:
- 24-та мотопіхотна бригада (Schützen-Brigade 24);
  - 21-й мотопіхотний полк (Schützen-Regiment 21);
  - 26-й мотопіхотний полк (Schützen-Regiment 26);
  - 4-й мотоциклетний батальйон (Kradschützen-Bataillon 4).
- 24-й танковий полк (Panzer-Regiment 24);
- 28-й танковий полк (Panzer-Regiment 28);
- 89-й артилерійський полк (Artillerie Regiment 89);
- 40-й батальйон самохідної артилерії;
- 40-й інженерно-саперний батальйон (Pionier Bataillon 40);
- 86-й батальйон зв'язку (Nachrichten Abteilung 86);
- 40-й інтендантський загін (Versorgungstruppen 40);
- 40-й польовий батальйон.

- штаб дивізії:
- 24-й танковий полк;
- 24-та мотопіхотна бригада;
  - 21-й мотопіхотний полк;
  - 26-й мотопіхотний полк;
  - 4-й мотоциклетний батальйон.
- 89-й артилерійський полк;
- 40-й розвідувальний батальйон (Aufklärungs-Abteilung 40);
- 89-й винищувально-протитанковий дивізіон (Panzerjäger Abteilung 89);
- 40-й інженерно-саперний батальйон;
- 86-й батальйон зв'язку;
- 40-й інтендантський загін;
- 40-й навчальний батальйон.

- штаб дивізії:
- 24-й танковий полк;
- 21-й панцергренадерський полк (Panzergrenadier-Regiment 21);
- 26-й панцергренадерський полк (Panzergrenadier-Regiment 26);
- 283-й дивізіон зенітної артилерії (Heeres-Flak-Artillerie-Abteilung 283);
- 89-й танковий артилерійський полк (Panzer-Artillerie-Regiment 89);
- 24-й танковий розвідувальний батальйон (Panzer-Aufklärungs-Abteilung 24);
- 40-й винищувально-протитанковий дивізіон;
- 40-й танковий інженерно-саперний батальйон;
- 86-й танковий батальйон зв'язку (Panzer Nachrichten Abteilung 86);
- 40-й танковий інтендантський загін (Panzer-Versorgungstruppen 40).

## Відео
- 24. Panzer Division — YouTube [Архівовано 2 жовтня 2016 у Wayback Machine.]
- 24° Panzer Division at Stalingrad — YouTube